# Edgar Jenkins
Edgar Lanier Jenkins, Ed Jenkins (ur. 4 stycznia 1933 w Young Harris, Georgia, zm. 1 stycznia 2012 w Atlancie) – amerykański polityk, członek Izby Reprezentantów z ramienia Partii Demokratycznej.

## Życiorys
Przez kilka lat służył w amerykańskiej Straży Wybrzeża. W 1959 uzyskał bakalaureat praw na University of Georgia w Athens i został zatrudniony w sztabie członka Kongresu Phillipa Landruma. Prowadził także praktykę adwokacką. W latach 1968–1972 był prokuratorem okręgowym w Pickens County (Georgia).
Jesienią 1976 został wybrany członkiem Izby Reprezentantów; zasiadał w Kongresie od 3 stycznia 1977 do 3 stycznia 1993, przez osiem kolejnych kadencji, w 1992 nie ubiegał się o reelekcję. Brał udział w pracach prestiżowej komisji budżetowej (Committee on Ways and Means). Po zakończeniu pracy parlamentarnej udzielał się w lokalnej społeczności jako członek władz kościelnych i doradca stanowego systemu uniwersyteckiego. 